# روبيرتو دي زيربي
روبيرتو دي زيربي (بالإيطالية: Roberto De Zerbi)‏ (6 يونيو 1979 ببريشا في إيطاليا - ) هو مدرب إيطالي - مكسيكي ومدير الجهاز الفني لنادي مارسيليا الفرنسي . لعب في خط الوسط وشارك مع منتخب إيطاليا تحت 20 سنة لكرة القدم. أما مع النوادي، فقد لعب مع إيه سي ميلان وسي إف آر كلوج ونادي أفيلينو ونادي بادوفا ونادي بريشيا ونادي ترينتو ونادي ساليرنيتانا ونادي فوجيا ونادي كاتانيا ونادي كومو ونادي ليكو ونادي مونزا ونادي نابولي ونادي أريتسو.مارسيليا

## روابط خارجية
- روبيرتو دي زيربي على موقع قاعدة بيانات كرة القدم.إي يو (الإنجليزية)
- روبيرتو دي زيربي على موقع بيانات كرة القدم. دي إي (الألمانية)
- روبيرتو دي زيربي على موقع ليكيب (الفرنسية)
- روبيرتو دي زيربي على موقع Soccerbase.com (لاعب) (الإنجليزية)
- روبيرتو دي زيربي على موقع Soccerbase.com (مدرب) (الإنجليزية)
- روبيرتو دي زيربي على موقع عالم كرة القدم.نت (الإنجليزية)